# Ratibor I di Pomerania
Ratibor I di Pomerania (anche citato come Racibor) (XII secolo – 7 maggio 1156) fu duca di Pomerania dal 1135 fino alla sua morte.
Fu capostipite del ramo dei Greifen chiamati Ratiboridi.

## Biografia
Ratibor I e suo fratello Vartislao I († 1134/1148) sono i primi due duchi di Pomerania documentati in modo affidabile del Casato di Greifen. Non si sa chi fosse loro padre e in che anno sia nato Ratibor.
Finché il fratello Vartislao visse, la figura del più piccolo Ratibor rimase in ombra: la cristianizzazione della Pomerania fu iniziata sotto Vartislao. Lo stesso Vartislao si convertì al cristianesimo prima del 1124, mentre la data del battesimo di Ratibor non è nota. Tuttavia, è noto che Ratibor condusse con successo una campagna militare in Norvegia nel 1135 e saccheggiò la città di Konungahella (ora Kungälv, Svezia).
Dopo la morte di suo fratello, probabilmente ucciso da un pagano tra il 1134 e il 1148, Ratibor I assunse il governo in Pomerania per i figli del defunto: Boghislao I e Casimiro I.
Nel 1147 la Crociata dei Venedi di Enrico il Leone e dei principi sassoni arrivò in Pomerania. Prima di raggiungere Stettino, il vescovo Adalberto di Pomerania e il duca Ratibor affrontarono i capi dell'esercito sassone e fecero notare che Stettino e la Pomerania avevano già adottato il cristianesimo. Nel 1148 Ratibor confessò di nuovo la fede cristiana davanti ai principi sassoni di Havelberg e promise di operare per la diffusione e la difesa del cristianesimo. Nel 1153 Ratibor fondò l'Abbazia di Stolpe a Stolpe an der Peene, nel luogo in cui era stato ucciso suo fratello Vartislao I e fu costruita una chiesa in sua memoria.
Ratibor morì il 7 maggio 1156. Fu sepolto nel monastero di Grobe sull'isola di Usedom (trasferito a Pudagla nel 1309).
I nipoti di Ratibor Boghislao I e Casimiro I presero il potere come duchi di Pomerania. I discendenti di Ratibor, chiamati Ratiboridi, governarono come principi in un'area più piccola della Pomerania occidentale, nota come le Terre di Schlawe e Stolp.

## Matrimonio e discendenza
Ratibor fu sposato con Pribislawa Iaroslavovna (Principessa di Volinia) ed ebbero almeno quattro figli:
- Swantepolk II (o Swantopolk), succeduto a suo padre a Słupsk-Sławno
- Margareta (o Margarete) che sposò Bernhard I di Ratzeburg
- Bogislav (o Wartislaw)
- Dobroslawa